# Scatella unguiculosa
Scatella unguiculosa är en tvåvingeart som först beskrevs av Wayne N. Mathis 1934.  Scatella unguiculosa ingår i släktet Scatella och familjen vattenflugor. Inga underarter finns listade i Catalogue of Life.